# Ingyō
Ingyō (jap. 允恭天皇, Ingyō-tennō; * 376 (?); † 8. Februar 453) war laut Kojiki und Nihonshoki der 19. Tennō von Japan (412–453). Historiker identifizieren ihn mit dem japanischen König Sai bzw. Sei (chinesisch 濟 / 济) in chinesischen Dokumenten.
Er war ein Sohn Kaiser Nintokus und der Vater der Kaiser Ankō und Yūryaku.